# Худяки
Худяки́ — село в Україні, в Черкаському районі Черкаської області, підпорядковане Леськівській сільській громаді. У селі мешкає 2451 людей станом на 2024 рік.
День села святкується 14 жовтня на Покрову пресвятої Богородиці.

## Історія

### Давня історія
Перші відомості про поселення на даній території знаходимо на мапах французького інженера Гійома Левассера де Боплана.
- 1648 — лат. Kodyka[1]
- 1660 — лат. Holiaki[2]
- 1736 — староцерк.-слов. Алеаки[3][4]
- 1745 — староцерк.-слов. Алакы.

### Коротка історія села Худяки і Талдики
Перша писемна згадка про село Худяки датується 1649 роком. Знайдено її в «Актах относящихся к истории Южной и Западной России, собранных и изданных археологической комиссией». Санкт-Петербург, 1875. У тих актах записано: «1649. Октябрь, декабрь. Статейный список Григория Неронова и поддячного Григория Боганова, посланных из Москвы к гетьману Богдану Хмельницкому».
Перша картографічна згадка про села Худяки і Талдики зустрічається на карті французького інженера Боплана: «Карта представляющая Малоросию под владением Польским составленная в начале XVII века инженером Бопланом».
Першу графічну згадку про села Худяки і Талдики можемо побачити на малюнках французького військовополоненого художника та етнографа Де ля Фліцза в альбомі «Методико-топографічний опис Державних маєтностей Київської округи…» за 1854 рік.
Але всі ці згадки, а особливо з першої половини XVII століття не є датою утворення сіл Худяки і Талдики. Існували села набагато раніше. В історичних джерелах зустрічається різне написання назви села Худяки, наприклад: Худаки, Кодаки, Худяково, Ходяки.
Інша версія про походження назви села полягає у фактах масового переселення на наші землі вільних людей із заходу та найменуванні населеного пункту від першого поселенця на прізвище Худяк, який поселився тут на початку XVI століття.
За археологічними дослідженнями люди на території сучасного села жили з середини ІІІ тис.до н. е.
На території села Худяки, та прилеглих до неї сільськогосподарських угідь розміщено 32 кургани та курганних груп.
На місцях раніше відомих чотирьох поселень мідного та бронзового віків, було знайдено багато уламків керамічного посуду із специфічною орнаментацією, кам'яні, крем'яні та бронзові речі. Відкрито декілька, раніше невідомих поселень. З незапам'ятних часів, на високих дніпровських кручах, понад Талдиками та Худяками пролягав торговельний шлях, що сполучав укріплені придніпровські міста: Черкаси, Чигирин, Крилов та славне військо Запорізьке. Цим Крилівським шляхом проходили із своїми повсталими полками козацькі гетьмани Тарас Федорович (Трясило), Бут (Павлюк), Остряниця та полки славного Богдана Хмельницького.
Безперечно, наші односельці-козаки узяли активну участь у всіх козацьких заворушеннях та повстаннях. Бо недарма ж під час придушення повстання під проводом гетьмана Павлюка польським каральним загоном було частково спалено село Худяки.
В 1793 році Правобережжя московські окупанти об'єднали з Лівобережною Україною в межах Російської держави, 1798 року утворено губернії. Правобережну частину включено до Київської губернії, до складу якої входив і Черкаський повіт.
З цього часу селяни Худяків і Талдик стали належати до категорії державних селян і платили податки за землю державі.
З 1876 року Худяки мають статус містечка.
За даними Першого загального перепису населення Російської імперії 1897 року в містечку Худяки налічувалось на 527 дворів — 3639 осіб. Містечко Худяки мало: православну церкву, церковно-приходську школу, єврейську синагогу, 19 вітряних, 7 водяних наплавних млинів, 3 кузні.
Село Худяки мало православну церкву в ім'я Архистратига Михайла побудовану в 1740 році, хоча існувала давніша.
В селі Талдики була церква Богородична в 1797 році побудована на місці давнішої. Першу церковно-приходську школу було відкрито в селі Талдики 1860 року. В селі Худяки 1862 року.
За проханням громади в 1907 році в містечку Худяки відкрилося двокласне земське училище.
У 1917 році місцеві мешканці повалили пам'ятник царю Олександру II, що стояв у центрі містечка Худяки.
У 1917—1921 році у селі кілька разів змінювалась влада.
Весною 1921 року, повстанцями з Холодного яру в селі Талдики було вбито Калашника Семена Захаровича — голову волвиконкому, члена Київського губкому.
У 1924—1929 роках в селі Худяках з'являються ТСОЗи (товариства спільного обробітку землі). В одному місці села «За піском» — ТСОЗ «До нового життя». У центрі села виникло об'єднання «Єдність незаможника», кутки «Папушівка», «Шимківка» об'єднались в ТСОЗ «Тяглова сила».
З другої половини 1929 року почався процес примусової колективізації, проти якого повставало селянство.
На початку 1930-х років в селі Худяки всі три ТСОЗи були об'єднані в одне колективне господарство, сільськогосподарську артіль «Сім'я червоних партизанів». В Талдиках в цей час організовано сільськогосподарську артіль «Розвиток».
За час спланованого голодомору 1932—1933 року в селі Худяки померло 416 чоловік, в селі Талдики 262 чоловік. За спогадами односельців, вимирали найбідніші або розкуркулені сім'ї. Були непоодинокі випадки людоїдства.
Жорстокими стали і подальші 1936—1939 роки. За будь-яку критику колгоспного устрою, керівництва, за антирадянську агітацію, дармоїдство, саботаж чи просто за наклеп у селі Худяки та Талдики було репресовано, вислано на каторгу чи розстріляно в тюрмах понад 40 чоловік.
У неймовірному пеклі Другої Світової війни, понад 600 Худячан і Талдичан захищали нашу Батьківщину від німецько-нацистських загарбників. 19 серпня 1941 року села Худяки і Талдики були окуповані нацистами.
14 грудня 1943 року з сіл Худяки і Талдики були вигнані нацистсько-німецькі і повернулись радянські загарбники.
На фронтах Другої світової війни загинули 425 худячан і талдичан.
За героїзм, мужність та відвагу під час форсування річки Одер та утримання в надзвичайних умовах плацдарму для переправи військ, командир мінометної роти, Гвардії капітан Брик Григорій Євдокимович був удостоєний звання Герой Радянського Союзу.
Харченко Михайло Михайлович — відважний полковий розвідник, який неодноразово в тилу ворога виявляв героїзм, мужність, винахідливість, за роки Великої Вітчизняної війни став повним кавалером ордену «Слава». У 1990-х роках Харченка М. М. знайшов ще один, четвертий орден «Слави» першого ступеня.
Герой Радянського Союзу Брик Г. Є. та повний кавалер орденів «Слава» Харченко М. М. були учасниками переможнього Параду на Червоній площі в столиці СРСР місті Москва.
У грудні 1949 року на честь 70-річчя Сталіна місцева влада вирішила «Замість старих сіл — Леськи, Талдики, Худяки і Ломовате, що віджили свій вік, тут буде споруджено колгоспне агромісто імені Сталіна». Над проєктами колгоспного агроміста працювали президент Академії архітектури УРСР Заболотний Володимир Гнатович та архітектор Делеур Георгій Олександрович. Головою міжколгоспної ради по будівництву агроміста був призначений Герой Соціалістичної Праці Братко Михайло Юхимович. Але цей пропагандистський прожект так і не був реалізований, оскільки згідно плану п'ятої п'ятирічки (1951—1955 рр.) на Дніпрі в районі міста Кременчук розпочалося спорудження гідроелектростанції і утворення для цього величезного водосховища. Худяки і Талдики, як і багато інших потрапили в зону затоплення і підлягали обов'язковому переселенню на нове місце. Переселення розпочалося в 1956 році.
В лютому 1962 року колгосп «Імені Сталіна» перейменовано в колгосп «Маяк».
За високі трудові показники в сільському господарстві, більше 100 селян удостоєні високих державних нагород. Село завжди гордиться своїми земляками, знатними людьми, такими як: Гуржій Іван Олександрович — член — кореспондент Академії Наук УРСР, доктор історичних наук, професор, колишній заступник директора Інституту історії АН УРСР. Брик Григорій Євдокимович — Герой Радянського Союзу. Харченко Михайло Михайлович — кавалер чотирьох орденів «Слави». Гуржій Федір Михайлович — Герой Соціалістичної Праці. Харенко Дмитро Пилипович — Герой Соціалістичної Праці.
На жаль не обійшли односельців війни та трагедії 1980-х років. Шість молодих воїнів із села Худяки узяли участь у війні на афганській землі. Учасниками ліквідації наслідків Чорнобильської ядерної катастрофи 1986 року стали понад 20 худячан.
У 2007 році Худяківські власники земельних і майнових паїв переуклали договори на оренду землі й майна з новоствореним ТОВ «Маяк 2007».
У селі Худяки на базі колишнього промислово-побутового комбінату «Промінь» працюють підприємства: з виробництва столярної продукції: СКП «Райліс», ТОВ «УкрДрев».
Продовжується відродження птахівництва. ТОВ «Черкаська птахофабрика» розширює виробничі потужності й збільшує виробництво продукції. Стабільно і впевнено працюють рибні господарства: ТОВ «Еллада», ТОВ «Блакитна нива» та ТОВ «РаСан». Впевнено працює фермерське господарство «АГРАР» та обслуговуючий кооператив «Людмила». В селі Худяки працює представництво кредитної спілки «Альянс».
У селі Худяки за рахунок районного бюджету утримується загальноосвітня школа І-ІІІ ступенів.

### Українська національна революція 1917—1921рр.
13 лютого 1920 року через Худяки під час Зимового походу проходив Кінний полк Чорних Запорожців Армії УНР.

## Населення

### Мовний склад
Рідна мова населення за даними перепису 2001 року:
| Мова       | Чисельність, осіб | Доля     |
| ---------- | ----------------- | -------- |
| Українська | 2 681             | 97,85 %  |
| Російська  | 54                | 1,97 %   |
| Білоруська | 5                 | 0,18 %   |
| Разом      | 2 740             | 100,00 % |

## Культура
У селі функціонує будинок культури. Функціонує єиний у Черкаській області гурток кіномеханіків.
У селі встановлено пам'ятник затопленим селам Кременчуцького водосховища, перший з 65 запланованих в пам'ять про події 1960-х років. На його створення було витрачено 12 тисяч гривень, кошти надішли від гранту, який виграла асоціація «Агенція сільського розвитку», та від громади села. Зараз планується впровадження туристичного маршруту «Мандрівка до затоплених сіл».

## АТП (адміністративно-територіальний поділ)
- 1900 
- Російська імперія \ Київська губернія \ Черкаський повіт \ Худяківська волость \ містечко Худяки (1775)[10]

- на 01.09.1946 
- СРСР \ УРСР \ Київська область \ Черкаський район \ Худяківська сільська рада \ село Худяки (1892)[11]

- 01.01.1979 — СРСР \ УРСР \ Черкаська область \ Черкаський район \ Худяківська сільська рада \ село Худяки (706)[12]

- на 1991 — Україна \ Черкаська область \ Черкаський район \ Худяківська сільська рада \ село Худяки

## Відомі люди
У селі народилися:
- Брик Григорій Явдокимович (20 листопада 1915 — 16 лютого 1983) — Герой Радянського Союзу[13];
- Гуржій Іван Олександрович (28 вересня 1915 — 31 жовтня 1971) — відомий історик, член-кореспондент АН УРСР.
- Харченко Михайло Михайлович (13 квітня 1923 — 6 травня 1995) — повний кавалер ордена Слави